# El Sitjar (Camprodon)
El Sitjar és una magnífica casa d'aspecte senyorial antic situada a 950 msnm. molt propera i al sud de la collada del mateix nom que separa la vall del Ter a Creixenturri i la Vall del Bac. Pertany al municipi de Camprodon. Té grans construccions annexes per a dependències, d'edificació més moderna, un bon jardí sota la casa i el bosc a son voltant. Grans vistes al sud sobre la Vall del Bac i el Capsacosta. La casa es troba sobre el camí ral de transhumància que lliga la Vall del Bac amb Serra Cavallera i més enllà a través del gual de Can Beia sobre el Ter.

## Història
Explica Cèsar August Torras que la casa del Sitjar és de les més antigues i nobles de la comarca. La tradició la fa remuntar a l'època romana i visigoda, i es conta que quan Carlemany va venir a Catalunya, tornaren amb ell a sa terra els avantpassats del Sitjar per a reconquerir llurs dominis perduts. La casa del Sitjar s'havia anomenat La Fàbrega i, més anteriorment, Puigpardines. Els noms de Sitjar i Puigpardines surten en antics documents i en fets notables de la noblesa catalana com els relatats pel cronista Berenguer de Puigpardines, entre d'altres. Des del 1463, en que Bernat de Sitjar es casà amb la pubilla Fàbregues del Bosc de Sant Bartomeu, segons consta en documents de l'arxiu de la casa, s'ha conservat sempre en ella el nom de Sitjar. La casa tenia una alta torre senyorial que en la guerra de 1808 el mariscal francès Suchet hi feu posar canons i l'arruïnà, havent-se vist obligats després els propietaris a rebaixar-la de dos pisos i posar-hi teulat, tal com està avui.

## Sant Bartomeu del Sitjar
Capella a escassa distància al sud-est de la casa (42.280854N, 2.394784E), en un avançat replà herbat i voltada de grossos roures. Obra del segle xii, romànica, petita, de volta de canó seguit, amb absis rodó, de línies senzilles i amb una sola finestreta espitllerada en forma de creu damunt de la portada. Té un petit campanar d'espadanya. En la finestra s'hi veu part d'un tronc de roure, i diu C.A. Torras que conta la tradició que, pasturant les cabres del Mas Fàbrega, s'alçaren algunes a trencar branques d'un vell roure, i que les que tal feren quedaren cegues a l'acte. Van fer estellar el roure i s'hi trobà en son cor una antiga imatge de Sant Bartomeu. En el seu honor van alçar allí mateix l'actual capella. La imatge avui no hi és, desaparegué en una de les guerres d'invasió. En l'altar es guarden relíquies del Sant. Hi ha un retaule, representant el martiri de Sant Bartomeu, i en un costat del mateix el miracle de les cabres. Es Obra del pintor olotí Basil, de primers del segle xviii. Hi ha també una antiga imatge de Nostra Senyora de Gràcia. Aquesta església fou habilitada durant alguns anys, segons consta en antics documents, com a parroquial de Creixenturri, quan aquesta quedà destruïda en gran part pels terratrèmols de 1428. Darrere de l'església, en una torrentera, hi ha una gran cova coneguda amb el nom de la Casa Falsa del Sitjar.

## Font Fresca
Propera al Sitjar hi ha l'anomenada Font Fresca. Hi condueix un ample camí des de la casa, voltat grans faigs. Davant de la font hi ha una placeta. L'aigua brolla d'un senzill monument en el que pot llegir-s'hi llarga inscripció que recorda una visita feta a la font pels bisbes de Vic i de Girona. Al costat de la font hi ha pedrissos i al davant una taula rodona de pedra.